# Marie-Thérèse de Bourbon-Naples
Pour les articles homonymes, voir Marie-Thérèse de Bourbon.
Marie-Thérèse Caroline Joséphine de Bourbon-Naples (née à Naples le 6 juin 1772, morte à Vienne le 13 avril 1807) est impératrice du Saint-Empire et d'Autriche, reine de Germanie, de Bohême et de Hongrie et archiduchesse d'Autriche par son mariage avec François Ier d'Autriche. Elle est la fille aînée de Ferdinand Ier des Deux-Siciles et de l'archiduchesse Marie-Caroline d'Autriche.

## Biographie
Nommée Maria Teresa en l'honneur de sa grand-mère maternelle, la « grande impératrice » Marie-Thérèse d'Autriche, Marie-Thérèse est la fille aînée des dix-sept enfants de Ferdinand Ier des Deux-Siciles et de Marie-Caroline d'Autriche, sœur préférée de la reine de France Marie-Antoinette guillotinée en 1793.
Elle épouse le 15 août 1790 son double cousin, l’archiduc François d'Autriche qui porte le prénom de leur grand-père commun l'empereur François Ier du Saint-Empire époux de leur grand-mère commune l'impératrice Marie-Thérèse déjà citée et qui devient successivement empereur du Saint-Empire romain germanique sous le nom de François II en 1792, puis empereur d'Autriche sous le nom de François Ier 1804. Le même jour, sa sœur cadette Louise épouse le grand-duc héritier de Toscane Ferdinand, frère cadet de l'archiduc François. Ainsi les deux sœurs épousent les deux frères, tous quatre étant double cousins.
Bien qu’ayant un caractère très différent de celui de son mari et cousin, Marie-Thérèse forme avec l'empereur un couple uni ne serait-ce que sur le plan de la sensualité.
À l'instar de sa mère et de sa grand-mère dont elle porte le prénom, elle s'intéresse à la politique et aura une certaine influence sur son mari qu'elle incite à la guerre contre la France révolutionnaire et impériale qui avait guillotiné sa tante Marie-Antoinette puis exécuté sommairement le duc d'Enghien. Elle est également une mélomane avertie et aime les bals et les fêtes du carnaval. Souveraine d'un pays souvent attaqué et toujours vaincu par la France révolutionnaire puis impériale, elle se voit contrainte de fuir sa capitale et de se réfugier en Hongrie avec ses enfants en raison l'avancée des troupes ennemies.
Elle donne le jour à douze enfants en 16 ans et meurt à 34 ans des suites d'une tuberculose. Elle se montre une mère froide et distante, n'accordant à ses enfants ni affection, ni soutien : sa fille Marie Louise était une sœur pleine d’attention avec ses frère et sœurs 
- Marie-Louise (1791-1847), impératrice des Français, reine d'Italie et duchesse de Parme et de Plaisance ;
- Ferdinand (1793-1875), empereur d'Autriche et roi de Hongrie, de Bohême et de Lombardie-Vénétie ;
- Caroline (1794-1795),
- Caroline (1795-1799),
- Marie-Léopoldine (1797-1826), épouse en 1817 Pierre Ier du Brésil (IV de Portugal), fils de Jean VI de Portugal et de Charlotte-Joachime d'Espagne. De ce mariage naît Marie II de Portugal ;
- Marie-Clémentine (1798-1881), épouse en 1816 Léopold de Bourbon-Siciles, fils de Ferdinand Ier des Deux-Siciles (IV de Naples, Sicile) ;
- Joseph (1799-1807),
- Caroline (1801-1832), épouse en 1819 Frédéric-Auguste de Saxe ;
- François-Charles (1802-1878), épouse en 1824 Sophie de Bavière, de ce mariage naît François-Joseph Ier d"Autriche ;
- Marie-Anne (1804-1858),
- Jean (1805-1809),
- Amélie (1807-1807).

L'empereur se remarie une troisième fois avec une autre de ses cousines Marie-Louise de Modène qui, tout en étant l'âme de la résistance à l'ennemi, se montre une belle-mère tendre et pleine d'attention pour ses beaux-enfants dont elle est également proche par l'âge.

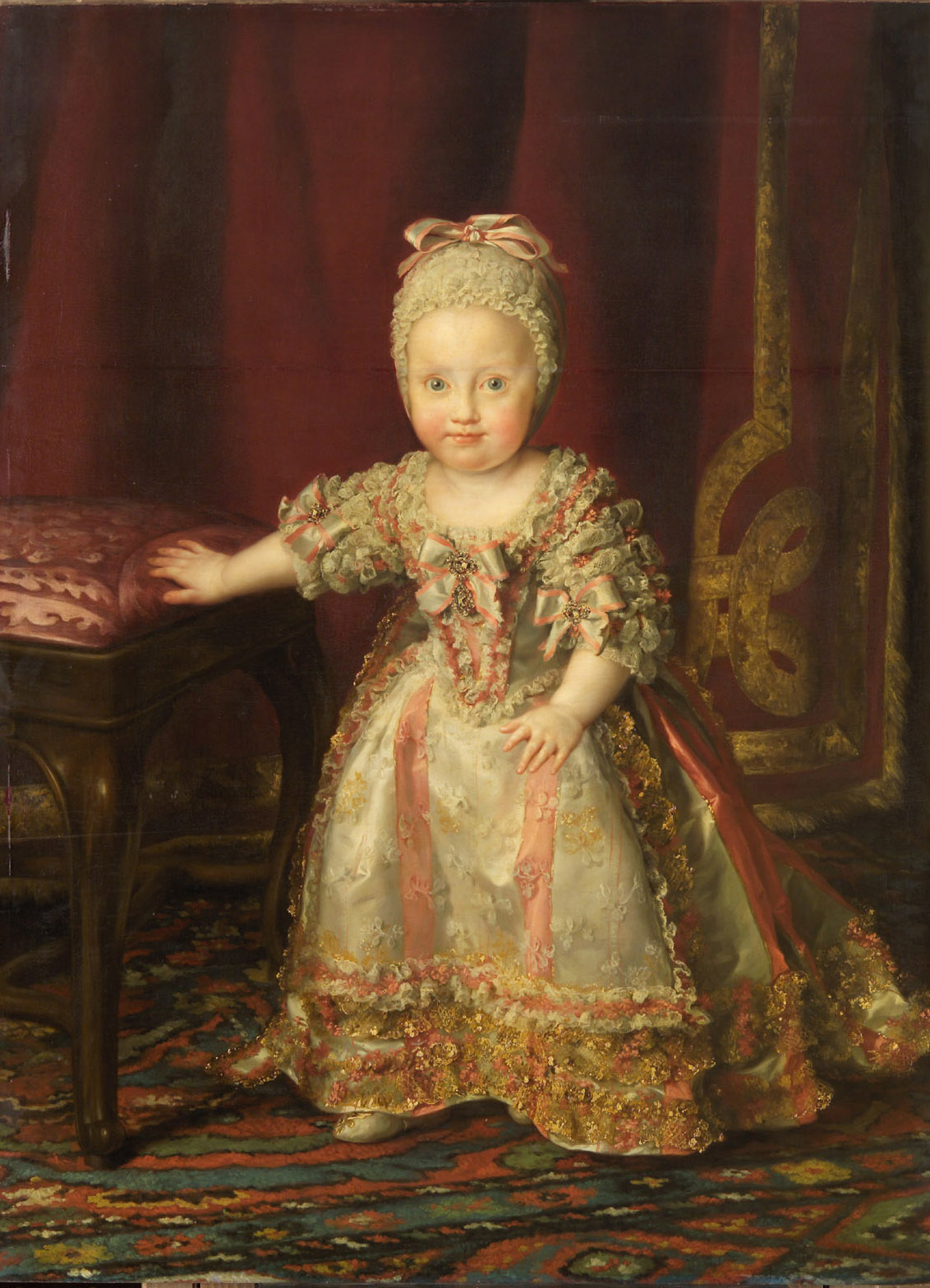
Portrait de Marie-Thérèse de Bourbon-Naples enfant (1773) par Anton Raphael Mengs
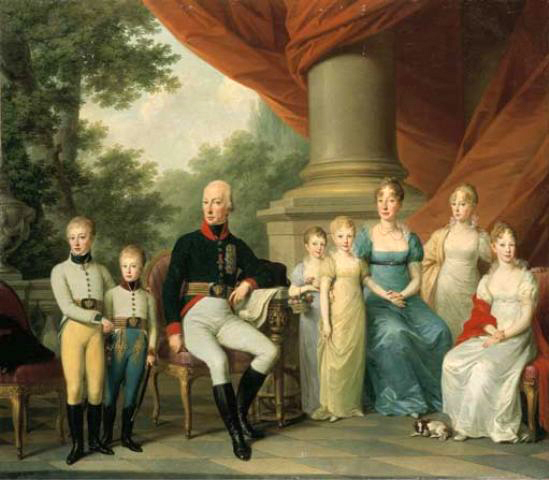
La famille impériale vers 1805
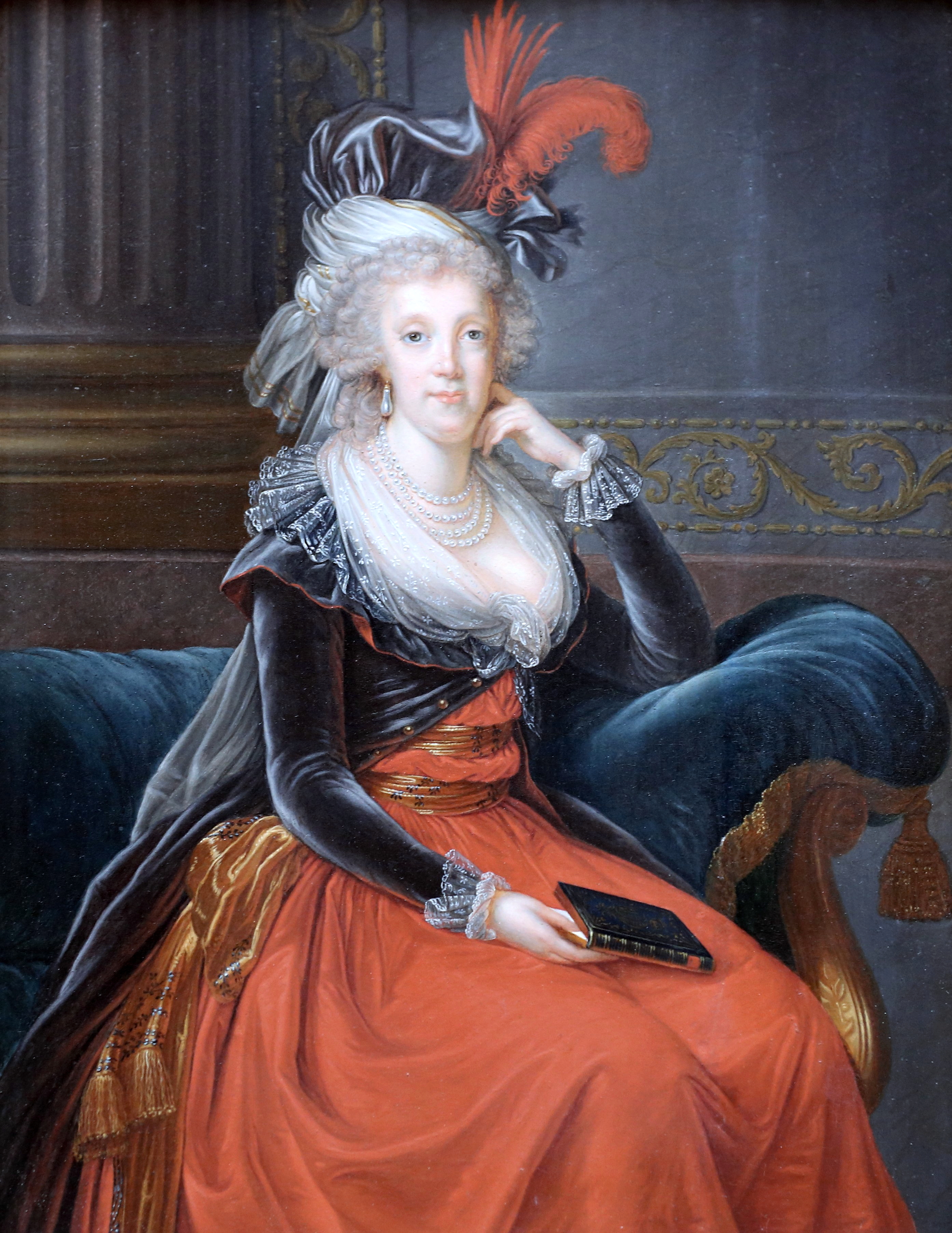
La reine Marie-Caroline